# Städtische Nervenklinik für Kinder und Jugendliche Wiesengrund

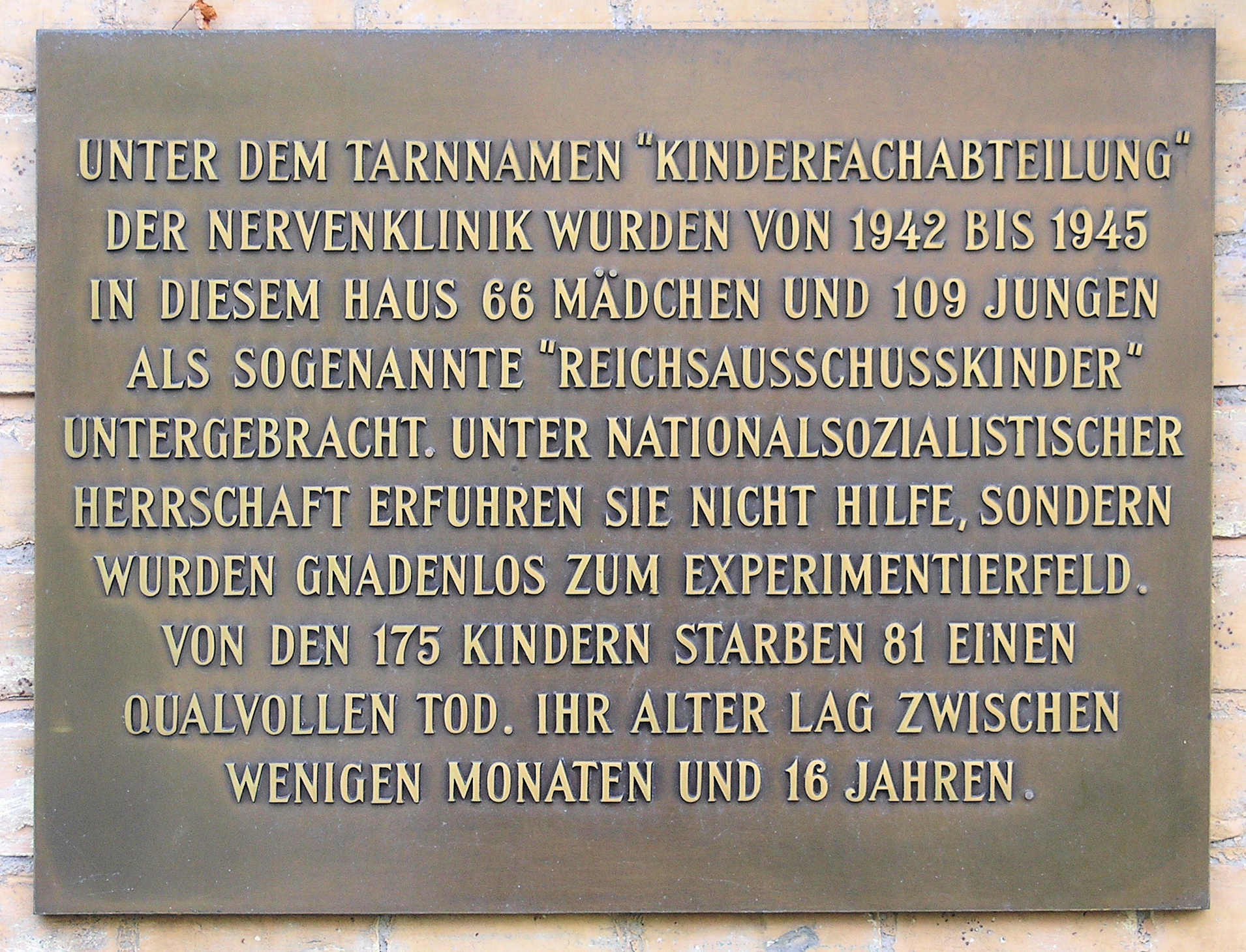
Gedenktafel am Haus Eichborndamm 238 in Berlin-Wittenau

Die Städtische Nervenklinik für Kinder und Jugendliche Wiesengrund (ⓘ) war eine psychiatrische Klinik in Berlin-Wittenau (früher: Dalldorf). Zwischen 1942 und 1945 wurden hier im Rahmen der sogenannten Kinder-Euthanasie 175 Kinder unter anderem mit unethischen medizinischen Menschenversuchen gequält und 81 von ihnen ermordet. In den Häusern am heutigen Eichborndamm 238–240 sind inzwischen eine Gedenkstätte und das Reinickendorfer Garten- und Straßenbauamt untergebracht.

## Geschichte

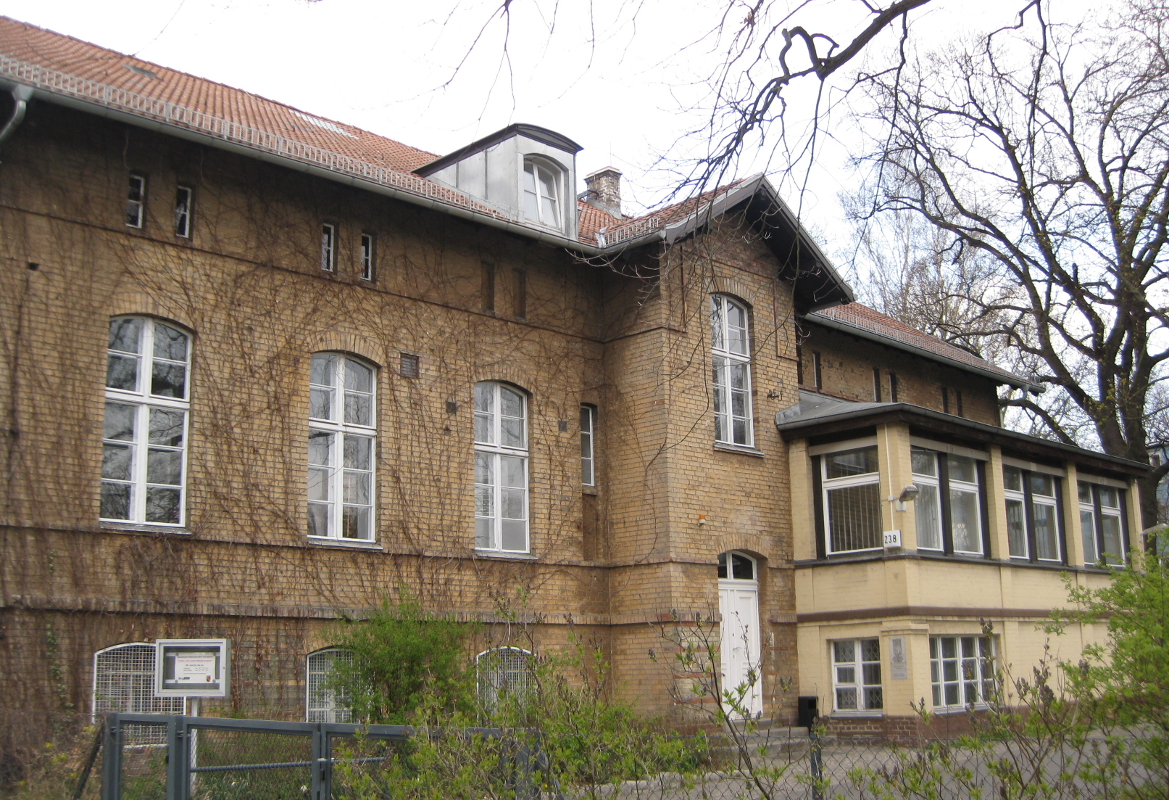
Eichborndamm 238 (2012)

Die drei Gebäude am Eichborndamm wurden 1887 erbaut, nachdem die Berliner Stadtverordnetenversammlung das Grundstück im Jahr 1869 gekauft hatte. Eines der Gebäude wurde im Krieg zerstört. Die Häuser im Kolonialstil dienten zunächst als Dependancen der Karl-Bonhoeffer-Nervenklinik für Patienten mit Behinderungen:

„Die Einrichtung der Irren- und Idiotenanstalt in den 1880[er] Jahren in Dalldorf war für ihre Zeit eine sehr fortschrittliche Anlage für behinderte Menschen. [...] Die Patienten standen im Kontakt mit der Dorfbevölkerung und halfen bei der Feldarbeit. Sie erfuhren damit eine Art von Resozialisierung, gemäß einer reformerischen Gesundheitspolitik.“

Ab 1925 wurden die Gebäude zur städtischen Nervenklinik für Kinder umgewidmet. Im Jahr 1942 erhielt Station 3 der Klinik den euphemistischen Namen „Kinderfachabteilung Wiesengrund“. Die ersten Kinder wurden im Februar eingeliefert. Verantwortlich waren die Assistenzärztin Gertrud Reuter (gest. 1999), Oberarzt Gerhard Kujath und ihr Vorgesetzter Ernst Hefter. Neben dem Wiesengrund wurden in Deutschland ab 1940 mehr als dreißig derartige „Kinderfachabteilungen“ eingerichtet. Eingewiesen wurden Kinder, die nach der Ideologie des Nationalsozialismus und den Bestimmungen der NS-Rassenhygiene als „lebensunwert“ eingestuft wurden. Die Kinder im Wiesengrund kamen aus Berlin und Umgebung. Ihren „Krankengeschichten ist zu entnehmen, dass vorwiegend Kinder ohne nennenswerte familiäre Bindungen ausgewählt wurden; viele waren unehelich geboren und in Kinderheimen aufgewachsen.“
Der sogenannte „Reichsausschuss zur wissenschaftlichen Erfassung von erb- und anlagebedingten schweren Leiden“ beantragte unter anderem genetische Untersuchungen und Versuche an den Kindern. Seinem von Viktor Brack geleiteten Gutachterausschuss gehörten Werner Catel, Hans Heinze und Ernst Wentzler an. Die Kinder wurden kurz „Reichsausschusskinder“ genannt, ihre Krankenakten mit dem Vermerk „R.A“ versehen. Der Kinderarzt Georg Bessau beispielsweise führte Experimente mit einem noch nicht erprobten Tuberkulose-Impfstoff durch. Bessau verstarb im November 1944. Noch im Februar 1945 wurden elf Kinder mit lebenden Tuberkulose-Erregern infiziert. Zudem wurden die Kinder für Experimente mit Fiebertherapien und Luft-Encephalographien, wie sie seinerzeit genannt wurden, missbraucht. Sie galten als „Ballastexistenzen“, die eine „Gefahr für den deutschen Volkskörper“ darstellen würden und deshalb „nicht lebenswert“ wären.
Wurden Kinder gezielt ermordet, so ist dafür in der Regel das Barbiturat mit dem früheren Handelsnamen Luminal verwendet worden. Als Todesursache trugen die Ärzte „natürlicher Tod durch Lungenentzündung“ ein. Ältere Kinder wurden darüber hinaus im Rahmen der sogenannten Aktion T4 ermordet. Was mit den Leichen der Kinder geschah, sei bis heute ungeklärt, so Eve-Catherine Trieba im Berliner Online-Magazin QIEZ.

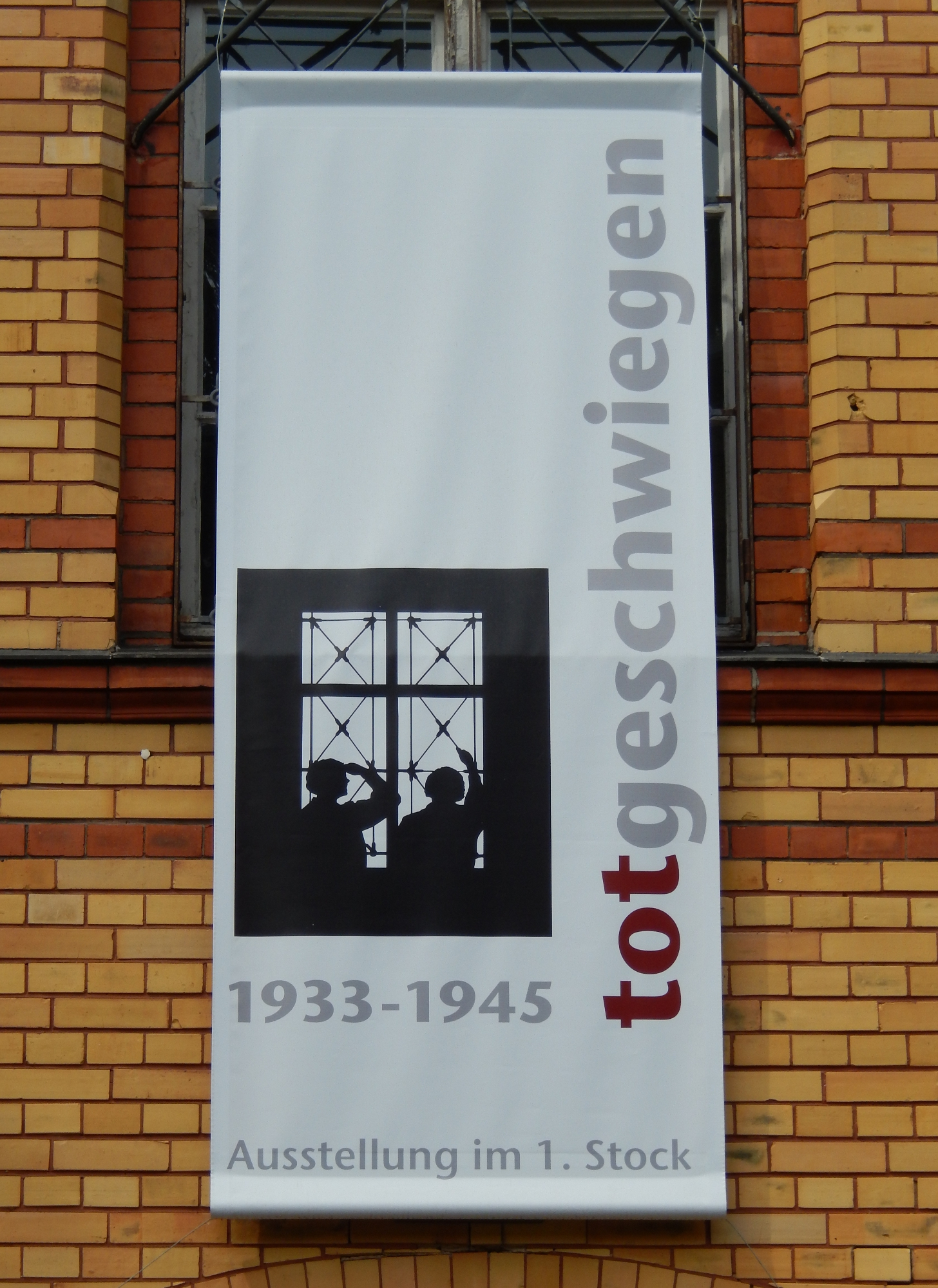
Plakat der Ausstellung Totgeschwiegen 1933–1945 am Haus 10 der KBoN

„Die Karrieren der verantwortlichen Ärzte gingen nach Kriegsende ungebrochen weiter. Einzig der Klinikleiter Ernst Hefter wurde im Dezember 1945 verhaftet und im August 1947 starb er im Zuchthaus Bautzen. Der Oberarzt Gerhard Kujath wurde nach Kriegsende kommissarischer Direktor des Hauses, ab 1952 übernahm er die Leitung der Kinderpsychiatrischen Abteilung der Freien Universität Berlin. Der Pathologe Berthold Ostertag wurde nach 1945 Leiter der Neuropathologischen Abteilung der Universitätsnervenklinik Tübingen und erhielt später das Große Bundesverdienstkreuz. Die Fachärztin für Nervenheilkunde, Gertrude Reuter, praktizierte von 1946 bis 1975 als niedergelassene Fachärztin für Neurologie und Psychiatrie in Essen.“

Jahrzehntelang herrschte über die Verbrechen, die sowohl im Hauptgebäude der Karl-Bonhoeffer-Nervenklinik als auch im Wiesengrund begangen wurden, Schweigen. Erst 1988 brachte die Ausstellung „totgeschwiegen“ die NS-Verbrechen in den Wittenauer Heilstätten an die Öffentlichkeit. Auch andernorts dauerte es viele Jahre, bis man sich der Verantwortung stellte. Im Jahr 2013 beispielsweise rief die Charité die Initiative GeDenkOrt Charité – Wissenschaft in Verantwortung ins Leben und stellte sie im November des Jahres im Rahmen einer Gedenkfeier der Öffentlichkeit vor. Am 2. September 2014 wurde unter anderem auf Initiative des Historikers Götz Aly in der Tiergartenstrasse der Gedenk- und Informationsort für die Opfer der nationalsozialistischen „Euthanasie“-Morde eingerichtet, der an die Opfer der Krankenmorde in der Zeit des Nationalsozialismus erinnern soll.

## Gedenkort und Geschichtslabor

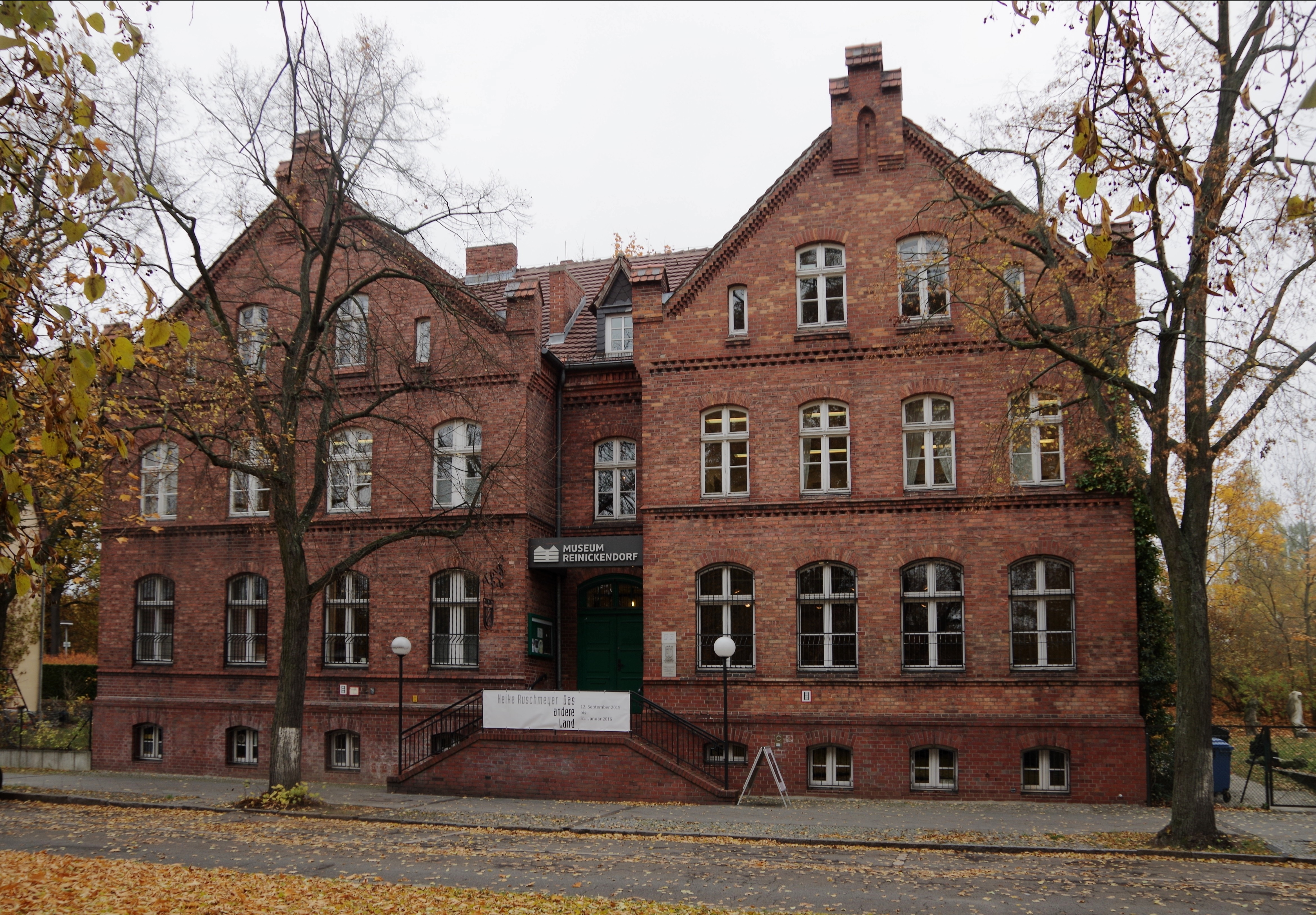
Museum Reinickendorf (2015)

Um die regionalgeschichtliche Entwicklung des Bezirks zu vermitteln, wurde im Haus Alt-Hermsdorf 35 das Museum Reinickendorf gegründet. Betreiber des Museums ist das Bezirksamt. Neben einer ständigen Ausstellung wird in unregelmäßigen Abständen zu Kunstausstellungen eingeladen. Sonderausstellungen widmen sich speziellen Themen, die mit dem Bezirk und seiner Geschichte in Verbindung stehen. Das Museum verfügt über eine Präsenzbibliothek und ein umfangreiches Archiv mit zahlreichen Originaldokumenten. Darüber hinaus betreut das Museum unter dem Namen Gedenkort und Geschichtslabor Eichborndamm 238 eine Gedenkstätte am knapp vier Kilometer entfernten Eichborndamm.
Der Name Geschichtslabor geht auf die Tatsache zurück, dass sich in einem der drei vom Bezirksamt für die Zwecke der Gedenkstätte zur Verfügung gestellten Räume das ehemalige Labor der Klinik befand. Gedenkort und Geschichtslabor schaffen die Möglichkeit, sich mit der psychiatrischen Kinderklinik und ihrer Geschichte zu befassen. Unter anderem werden dort in Zusammenarbeit mit der Volkshochschule regelmäßig Führungen organisiert, die Besuchern diesen Teil der Geschichte der Medizin in Berlin am Beispiel von Patientenschicksalen nahe bringen.

## Schulprojekte
Seit 2012 arbeitet das Museum mit Schulen zusammen, namentlich dem Friedrich-Engels-Gymnasium. Daneben gibt es eine dauerhafte Zusammenarbeit mit der Carl Bosch Oberschule. Die Schüler nutzen im Rahmen der Projekte die Räumlichkeiten der ehemaligen Kinderklinik. Ziel ist, sich Wissen über die Rolle der Medizin im Nationalsozialismus im Allgemeinen und der Geschichte der Psychiatrie im Besonderen anzueignen und in Kenntnis der Geschichte den heutigen Umgang mit kranken Menschen und Behinderten zu reflektieren.
So entstand am Friedrich-Engels-Gymnasium unter Leitung von Sabine Hillebrecht im Jahr 2013 der Film Du sollst nicht leben – Nachforschungen zur ‚Kinderfachabteilung Wiesengrund‘ von Inge Lechner, der Teil der Dauerausstellung im Geschichtslabor wurde. Hillebrecht ist seit 1995 Studienrätin am Friedrich-Engels-Gymnasium und seit 2012 Lehrkraft für besondere Aufgaben am Institut für Geschichtswissenschaften der Humboldt-Universität. Ihr Forschungsinteresse gilt der Verknüpfung von schulischen und außerschulischen Lernorten und die Einbindung von Interessen der Schulen in Ausstellungs- und Museumskonzepte. In dieser Funktion entwickelte sie das Konzept für das Geschichtslabor Wiesengrund und begleitete die Schüler des Friedrich-Engels-Gymnasium durch ihre Recherchen, die zur Veröffentlichung der Biographien von bisher etwa 40 Opfern führten. Sie kuratierte im Jahr 2013 im Museum Reinickendorf die Ausstellung „Auf freundlichen Zuspruch lächelt das Kind“ – Die medizinischen Verbrechen in der Städtischen Nervenklinik für Kinder 1941–1945. Daneben berichtet sie im Radio über das Geschichtslabor Wiesengrund.
Kern der Schulprojekte sind die Krankenakten, die seit 2010 im nahe gelegenen Landesarchiv Berlin aufbewahrt werden. Weil sie stets „nach dem gleichen Prinzip aufgebaut“ seien, könne „man sich schnell zurechtfinden“:

„Vorab gibt es zwei Ganzkörper-Nacktfotos des Kindes: ein Foto frontal und eines von der Seite aufgenommen. Nach einem Deckblatt mit den wichtigsten Daten wird die Vorgeschichte dargelegt und das heißt, es folgen sehr weitreichende Angaben zu den Eltern, z.B. ob ehelich oder unehelich geboren, ob Krankheitsfälle in der Familie existierten, ob Geistes-, Nerven- oder Geschlechtskrankheiten vorhanden waren, inwiefern es Alkohol- und Nikotinkonsum gab, Angaben zur Geburt des Patienten und zu den Geschwistern. Danach sind Untersuchungsergebnisse dokumentiert, das heißt zunächst einmal eine Intelligenzprüfung nach Binet-Boberg, aber auch andere Untersuchungen, wie die Ergebnisse von Encephalografien, Lumbal- oder Ventrikelpunktionen sowie Fieberkurven. [...] Auf einigen Seiten sind kurze Angaben der Schwestern und der Stationsärztin zu finden, evtl. auch die Zusammenfassung eines Arztgespräches mit den Eltern. Am Ende schließlich befindet sich der Bericht des Pathologen, dem in der Regel zu entnehmen ist, dass ausnahmslos alle Organe des Leichnams untersucht, gewogen und gemessen wurden.“

Die Todesursache wurde in der Regel falsch angegeben.
Im März 2013 untersagte das Landesarchiv Berlin eine weitere Nutzung der Krankenakten durch Schüler, weil sie – im Alter von 17 und 18 Jahren – vorgeblich „nicht in der Lage“ seien, mit den „Nacktfotos“ der Kinder „umzugehen“. Mit diesem Verbot fand das Projekt Erinnerungswand sein Ende. Auch mussten die Nachnamen der Kinder auf Veranlassung des Landesarchivs geschwärzt werden. Damit wurde das Anliegen, die namenlosen Opfer in Erinnerung zu bringen, konterkariert. Mit den vollständigen Namen könnten, so das Landesarchiv, noch lebende Familienangehörige „stigmatisiert“ werden. Diese Auflagen entsprechen jenen des Bundesarchivs, so dass Götz Aly einem seiner Aufsätze den Untertitel Tote ohne Namen gab. Allerdings sind Namen und Lebensdaten der in der Kinderfachabteilung Wien Getöteten im Internet veröffentlicht – Alfred Wödl ist einer von ihnen – und auch die Gedenkstätte Grafeneck stellt eine Datenbank mit den vollständigen Namen der Toten öffentlich zur Verfügung.

## Internet
Neben der Gedenkstätte am Originalort stehen Internetauftritte bereit, die eine Fülle von weiterführenden Informationen zum Thema bereitstellen. Beispielsweise betreibt der amerikanische Soziologe Lutz Kaelber, Professor an der University of Vermont eine Website, die über verschiedene Kinderfachabteilungen in Europa informiert. Seinen Angaben zufolge hätte die Karl-Bonhoeffer-Nervenklinik im Jahr 1980 zu ihrem hundertjährigen Bestehen ein Buch herausgebracht, das ihre Vergangenheit zwischen 1933 und 1945 in nur einem Satz abhandele. Kaelber erwähnt die Dissertation von Wolfgang Stender aus dem Jahr 1982, in der behauptet wurde, es würden keine Patientenakten existieren und die Tötung von Kindern könne nicht bestätigt werden. Eine Festschrift aus demselben Jahr sei zu demselben Schluss gekommen. Zwei Jahre später begannen Mitarbeiter die Geschichte der Klinik im Nationalsozialismus zu recherchieren.
Die Stiftung Denkmal für die ermordeten Juden Europas veröffentlichte auf ihrer Website ein Foto der Kinderklinik Wiesengrund aus dem Jahr 1942, dessen Original im Institut für Geschichte der Medizin und Ethik in der Medizin der Charité lagert. Auch sind Facsimilia der Briefe von zwei Kindern anderer Kinderfachabteilungen an ihre Eltern veröffentlicht. Daneben kann der „Runderlass des Reichsministeriums des Innern zur ‚Frühzeitigen Erfassung‘ vom 18. August 1939“ im Wortlaut des Originals nachgelesen werden.